# Philemon kisserensis
El filemón de la Kisar (Philemon kisserensis) es una especie de ave paseriforme de la familia Meliphagidae endémica de tres de las islas menores de la Sonda orientales: Kisar, Leti y Moa.